# La Villa Strangiato
La Villa Strangiato (/la ˈvilə strandʒiˈato/) è un brano musicale del gruppo progressive canadese Rush, contenuto nel loro sesto album, Hemispheres, pubblicato nel 1978.

## Il brano
È il primo strumentale pubblicato dai Rush; è diviso in dodici sezioni ispirate da un sogno avuto dal chitarrista Alex Lifeson. Il primo segmento è stato eseguito su una chitarra classica (nelle versioni live sarà invece suonato con quella elettrica, se non addirittura saltato). La sezione seguente introduce invece il tema principale dell'opera. In seguito si ha un assolo di chitarra in un crescendo di complessità accompagnato da sintetizzatori, seguito da stacchi di basso e batteria. Il tema principale è poi ripreso prima della fine dello strumentale.
Come già accennato, il brano è diviso come segue:
- I: Buenos Nochas, Mein Froinds! - (0:00)
- II: To sleep, perchance to dream... - (0:27)
- III: Strangiato theme - (2:00)
- IV: A Lerxst in Wonderland - (3:16)
- V: Monsters! - (5:49)
- VI: The Ghost of the Aragon - (6:10)
- VII: Danforth and Pape - (6:45)
- VIII: The Waltz of the Shreves - (7:26)
- IX: Never turn your back on a Monster! - (7:52)
- X: Monsters! (Reprise) - (8:03)
- XI: Strangiato theme (Reprise) - (8:17)
- XII: A Farewell to Things - (9:20)

La Villa Strangiato è uno dei brani più complessi mai pubblicati dai Rush (lo stesso Geddy Lee ha ammesso che ci sono volute 40 prove per eseguirlo tutto correttamente; inoltre dichiara che il gruppo ha speso più tempo a registrare il singolo pezzo che l'intero album Fly by Night).

## Musicisti
- Geddy Lee - basso, tastiere, sintetizzatore
- Alex Lifeson - chitarra elettrica, chitarra classica, xilofono
- Neil Peart - batteria, percussioni